# Rufus (attore)
Rufus, pseudonimo di Jacques Narcy (Riom, 19 dicembre 1942), è un attore e musicista francese.

## Biografia
Attivo in produzioni sia cinematografiche che televisive e teatrali, è ricordato per il ruolo di Mordechai in Train de vie - Un treno per vivere (1998) e come padre del personaggio interpretato da Audrey Tautou ne Il favoloso mondo di Amélie (2001). Appare anche in un ruolo secondario nella serie TV Morgane - Detective geniale (2021)

## Filmografia

### Cinema
- Les Encerclés, regia di Christian Gion (1967)
- Evviva la libertà (Mister Freedom), regia di William Klein (1969)
- Erotissimo, regia di Gérard Pirès (1969)
- L'uomo venuto da Chicago (Un Condé), regia di Yves Boisset (1970)
- Il caso "Venere privata" (Cran d’arrêt), regia di Yves Boisset (1970)
- Solo andata (Un aller simple), regia di José Giovanni (1971)
- Il rompiballe... rompe ancora (Fantasia chez les ploucs), regia di Gérard Pirès (1971)
- Tre canaglie e un piedipiatti (Laisse aller... c'est une valse!), regia di Georges Lautner (1971)
- Lily aime-moi, regia di Maurice Dugowson (1975)
- L'inquilino del terzo piano (Le Locataire), regia di Roman Polański (1976)
- Jonas che avrà vent'anni nel 2000 (Jonas qui aura 25 ans en l'an 2000), regia di Alain Tanner (1976)
- La bandera - Marcia o muori (March or Die) regia di Dick Richards (1977)
- L'iniziazione, regia di Gianfranco Mingozzi (1986)
- Delicatessen, regia di Jean-Pierre Jeunet (1991)
- I miserabili (Les Misérables), regia di Claude Lelouch (1995)
- La città perduta (La cité des enfants perdus), regia di Marc Caro, Jean-Pierre Jeunet (1995)
- Metroland, regia di Philip Saville (1997)
- Zattera della Medusa (Le Radeau de la Méduse), regia di Iradj Azimi (1998)
- Train de vie - Un treno per vivere (Train de vie), regia di Radu Mihăileanu (1998)
- Il favoloso mondo di Amélie (Le Fabuleux Destin d'Amélie Poulain), regia di Jean-Pierre Jeunet (2001)
- Quel giorno (Ce jour-là), regia di Raúl Ruiz (2003)
- Una lunga domenica di passioni (Un Long dimanche de fiançailles), regia di Jean-Pierre Jeunet (2004)
- Il coraggio delle aquile (Les Aiguilles rouges), regia di Jean-François Davy (2006)
- Sa Majesté Minor, regia di Jean-Jacques Annaud (2007)
- Liberté, regia di Tony Gatlif (2010)
- 10 giorni d'oro (10 jours en or), regia di Nicolas Brossette (2012)
- La Marche, regia di Nabil Ben Yadir (2013)
- Parliamo delle mie donne (Salaud, on t'aime), regia di Claude Lelouch (2014)
- Chant d'hiver, regia di Otar Ioseliani (2015)
- Benvenuto a Marly-Gomont (Bienvenue à Marly-Gomont), regia di Julien Rambaldi (2016)
- Dr. Knock (Knock), regia di Lorraine Lévy (2017)
- Nel nome della terra (Au nom de la terre), regia di Édouard Bergeon (2019)
- La Vertu des impondérables, regia di Claude Lelouch (2019)

### Televisione
- Bernadette - Miracolo a Lourdes (Je m'appelle Bernadette), regia di Jean Sagols - film TV (2011)
- Cherif - serie TV, episodio 1x05 (2013)
- Morgane - Detective geniale (HPI - Haut potentiel intellectuel) - serie TV, 14 episodi (2021-2022)

## Doppiatori italiani
- Gianfranco Bellini in Il caso "Venere privata", L'iniziazione
- Luciano De Ambrosis in L'inquilino del terzo piano
- Paolo Poiret in La bandera - Marcia o muori
- Gianni Giuliano in Somiglianza letale
- Massimo Wertmüller in Delicatessen
- Raffaele Uzzi in La città perduta
- Carlo Valli in Train de vie - Un treno per vivere
- Oliviero Dinelli in Il favoloso mondo di Amélie
- Stefano Oppedisano in Parliamo delle mie donne